# Paralethe dendrophilus
Paralethe dendrophilus är en fjärilsart som beskrevs av Henry Trimen 1862. Paralethe dendrophilus ingår i släktet Paralethe och familjen praktfjärilar. Inga underarter finns listade i Catalogue of Life.

## Bildgalleri

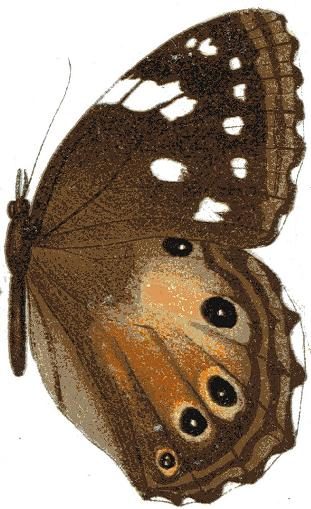
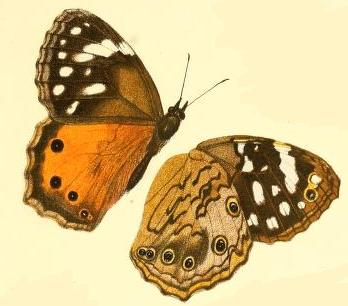
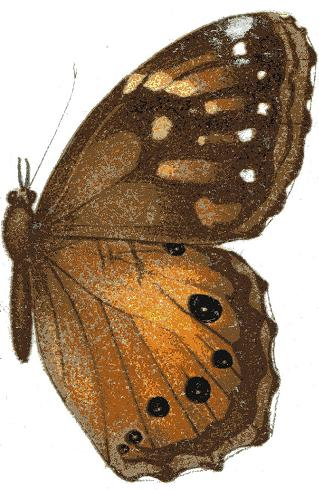
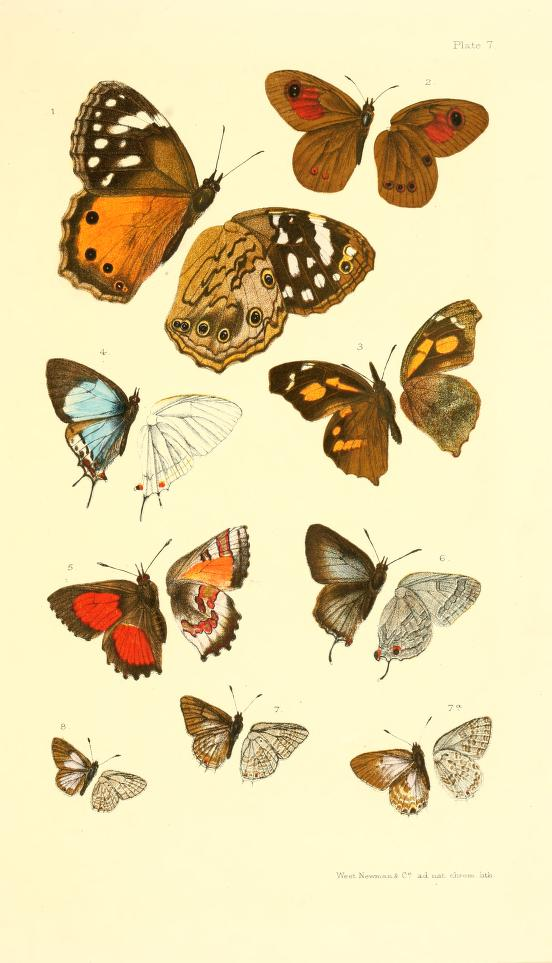